# Anticharis
Anticharis é um género botânico pertencente à família Scrophulariaceae.

## Espécies
- Anticharis arabica
- Anticharis aschersoniana
- Anticharis azurea
- Anticharis brevipes
- Anticharis dielsiana